# Seznam obcí v departementu Loir-et-Cher

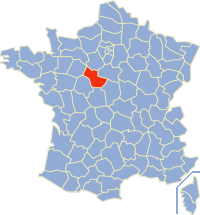
Loir-et-Cher

Toto je seznam obcí v departementu Loir-et-Cher ve Francii, jichž je celkem 291:
| INSEE | PSČ   | Obec                               |
| ----- | ----- | ---------------------------------- |
| 41001 | 41310 | Ambloy                             |
| 41002 | 41400 | Angé                               |
| 41003 | 41100 | Areines                            |
| 41004 | 41800 | Artins                             |
| 41005 | 41170 | Arville                            |
| 41006 | 41240 | Autainville                        |
| 41007 | 41310 | Authon                             |
| 41008 | 41500 | Avaray                             |
| 41009 | 41330 | Averdon                            |
| 41010 | 41100 | Azé                                |
| 41011 | 41290 | Baigneaux                          |
| 41012 | 41170 | Baillou                            |
| 41013 | 41250 | Bauzy                              |
| 41014 | 41170 | Beauchêne                          |
| 41015 | 41290 | Beauvilliers                       |
| 41016 | 41130 | Billy                              |
| 41017 | 41240 | Binas                              |
| 41018 | 41000 | Blois                              |
| 41019 | 41290 | Boisseau                           |
| 41020 | 41800 | Bonneveau                          |
| 41022 | 41270 | Bouffry                            |
| 41023 | 41400 | Bourré                             |
| 41024 | 41270 | Boursay                            |
| 41025 | 41250 | Bracieux                           |
| 41026 | 41160 | Brévainville                       |
| 41027 | 41370 | Briou                              |
| 41028 | 41160 | Busloup                            |
| 41029 | 41120 | Candé-sur-Beuvron                  |
| 41030 | 41360 | Cellé                              |
| 41031 | 41120 | Cellettes                          |
| 41032 | 41120 | Chailles                           |
| 41033 | 41190 | Chambon-sur-Cisse                  |
| 41034 | 41250 | Chambord                           |
| 41035 | 41330 | Champigny-en-Beauce                |
| 41036 | 41600 | Chaon                              |
| 41037 | 41290 | La Chapelle-Enchérie               |
| 41038 | 41320 | La Chapelle-Montmartin             |
| 41039 | 41500 | La Chapelle-Saint-Martin-en-Plaine |
| 41040 | 41330 | La Chapelle-Vendômoise             |
| 41041 | 41270 | La Chapelle-Vicomtesse             |
| 41042 | 41110 | Châteauvieux                       |
| 41043 | 41130 | Châtillon-sur-Cher                 |
| 41044 | 41320 | Châtres-sur-Cher                   |
| 41045 | 41150 | Chaumont-sur-Loire                 |
| 41046 | 41600 | Chaumont-sur-Tharonne              |
| 41047 | 41260 | La Chaussée-Saint-Victor           |
| 41048 | 41270 | Chauvigny-du-Perche                |
| 41049 | 41700 | Chémery                            |
| 41050 | 41700 | Cheverny                           |
| 41051 | 41400 | Chissay-en-Touraine                |
| 41052 | 41120 | Chitenay                           |
| 41053 | 41170 | Choue                              |
| 41054 | 41700 | Choussy                            |
| 41055 | 41150 | Chouzy-sur-Cisse                   |
| 41056 | 41160 | La Colombe                         |
| 41057 | 41290 | Conan                              |
| 41058 | 41370 | Concriers                          |
| 41059 | 41700 | Contres                            |
| 41060 | 41170 | Cormenon                           |
| 41061 | 41120 | Cormeray                           |
| 41062 | 41700 | Couddes                            |
| 41063 | 41110 | Couffy                             |
| 41064 | 41150 | Coulanges                          |
| 41065 | 41100 | Coulommiers-la-Tour                |
| 41066 | 41500 | Courbouzon                         |
| 41067 | 41700 | Cour-Cheverny                      |
| 41068 | 41230 | Courmemin                          |
| 41069 | 41500 | Cour-sur-Loire                     |
| 41070 | 41800 | Couture-sur-Loir                   |
| 41071 | 41220 | Crouy-sur-Cosson                   |
| 41072 | 41100 | Crucheray                          |
| 41073 | 41160 | Danzé                              |
| 41074 | 41220 | Dhuizon                            |
| 41075 | 41270 | Droué                              |
| 41077 | 41290 | Épiais                             |
| 41078 | 41360 | Épuisay                            |
| 41079 | 41800 | Les Essarts                        |
| 41080 | 41400 | Faverolles-sur-Cher                |
| 41081 | 41100 | Faye                               |
| 41082 | 41120 | Feings                             |
| 41083 | 41210 | La Ferté-Beauharnais               |
| 41084 | 41300 | La Ferté-Imbault                   |
| 41085 | 41220 | La Ferté-Saint-Cyr                 |
| 41087 | 41800 | Fontaine-les-Coteaux               |
| 41088 | 41270 | Fontaine-Raoul                     |
| 41086 | 41250 | Fontaines-en-Sologne               |
| 41089 | 41270 | La Fontenelle                      |
| 41090 | 41360 | Fortan                             |
| 41091 | 41330 | Fossé                              |
| 41092 | 41120 | Fougères-sur-Bièvre                |
| 41093 | 41190 | Françay                            |
| 41094 | 41700 | Fresnes                            |
| 41095 | 41160 | Fréteval                           |
| 41096 | 41270 | Le Gault-Perche                    |
| 41097 | 41130 | Gièvres                            |
| 41098 | 41310 | Gombergean                         |
| 41099 | 41230 | Gy-en-Sologne                      |
| 41100 | 41800 | Les Hayes                          |
| 41101 | 41190 | Herbault                           |
| 41102 | 41800 | Houssay                            |
| 41103 | 41310 | Huisseau-en-Beauce                 |
| 41104 | 41350 | Huisseau-sur-Cosson                |
| 41105 | 41370 | Josnes                             |
| 41106 | 41600 | Lamotte-Beuvron                    |
| 41107 | 41310 | Lancé                              |
| 41108 | 41190 | Lancôme                            |
| 41109 | 41190 | Landes-le-Gaulois                  |
| 41110 | 41320 | Langon                             |
| 41112 | 41230 | Lassay-sur-Croisne                 |
| 41113 | 41800 | Lavardin                           |
| 41114 | 41500 | Lestiou                            |
| 41115 | 41160 | Lignières                          |
| 41116 | 41100 | Lisle                              |
| 41118 | 41200 | Loreux                             |
| 41119 | 41370 | Lorges                             |
| 41120 | 41360 | Lunay                              |
| 41121 | 41370 | La Madeleine-Villefrouin           |
| 41122 | 41320 | Maray                              |
| 41123 | 41370 | Marchenoir                         |
| 41124 | 41100 | Marcilly-en-Beauce                 |
| 41125 | 41210 | Marcilly-en-Gault                  |
| 41126 | 41110 | Mareuil-sur-Cher                   |
| 41127 | 41210 | La Marolle-en-Sologne              |
| 41128 | 41330 | Marolles                           |
| 41129 | 41250 | Maslives                           |
| 41130 | 41500 | Maves                              |
| 41131 | 41100 | Mazangé                            |
| 41132 | 41140 | Méhers                             |
| 41133 | 41240 | Membrolles                         |
| 41134 | 41500 | Menars                             |
| 41135 | 41320 | Mennetou-sur-Cher                  |
| 41136 | 41500 | Mer                                |
| 41137 | 41150 | Mesland                            |
| 41138 | 41100 | Meslay                             |
| 41139 | 41130 | Meusnes                            |
| 41140 | 41200 | Millançay                          |
| 41141 | 41160 | Moisy                              |
| 41142 | 41190 | Molineuf                           |
| 41143 | 41170 | Mondoubleau                        |
| 41144 | 41150 | Monteaux                           |
| 41145 | 41120 | Monthou-sur-Bièvre                 |
| 41146 | 41400 | Monthou-sur-Cher                   |
| 41147 | 41120 | Les Montils                        |
| 41148 | 41350 | Montlivault                        |
| 41149 | 41800 | Montoire-sur-le-Loir               |
| 41150 | 41250 | Mont-près-Chambord                 |
| 41151 | 41400 | Montrichard                        |
| 41152 | 41210 | Montrieux-en-Sologne               |
| 41153 | 41800 | Montrouveau                        |
| 41154 | 41160 | Morée                              |
| 41155 | 41500 | Muides-sur-Loire                   |
| 41156 | 41500 | Mulsans                            |
| 41157 | 41230 | Mur-de-Sologne                     |
| 41158 | 41100 | Naveil                             |
| 41159 | 41210 | Neung-sur-Beuvron                  |
| 41160 | 41250 | Neuvy                              |
| 41161 | 41600 | Nouan-le-Fuzelier                  |
| 41163 | 41310 | Nourray                            |
| 41164 | 41140 | Noyers-sur-Cher                    |
| 41165 | 41170 | Oigny                              |
| 41166 | 41700 | Oisly                              |
| 41167 | 41150 | Onzain                             |
| 41168 | 41300 | Orçay                              |
| 41169 | 41190 | Orchaise                           |
| 41170 | 41120 | Ouchamps                           |
| 41171 | 41290 | Oucques                            |
| 41172 | 41160 | Ouzouer-le-Doyen                   |
| 41173 | 41240 | Ouzouer-le-Marché                  |
| 41174 | 41100 | Périgny                            |
| 41175 | 41100 | Pezou                              |
| 41176 | 41300 | Pierrefitte-sur-Sauldre            |
| 41177 | 41170 | Le Plessis-Dorin                   |
| 41178 | 41370 | Le Plessis-l'Échelle               |
| 41179 | 41270 | Le Poislay                         |
| 41180 | 41400 | Pontlevoy                          |
| 41181 | 41110 | Pouillé (Loir-et-Cher)Pouillé      |
| 41182 | 41190 | Pray                               |
| 41183 | 41240 | Prénouvellon                       |
| 41184 | 41310 | Prunay-Cassereau                   |
| 41185 | 41200 | Pruniers-en-Sologne                |
| 41186 | 41160 | Rahart                             |
| 41187 | 41100 | Renay                              |
| 41188 | 41290 | Rhodon                             |
| 41189 | 41150 | Rilly-sur-Loire                    |
| 41190 | 41100 | Rocé                               |
| 41191 | 41370 | Roches                             |
| 41192 | 41800 | Les Roches-l'Évêque                |
| 41193 | 41270 | Romilly                            |
| 41194 | 41200 | Romorantin-Lanthenay               |
| 41195 | 41230 | Rougeou                            |
| 41196 | 41270 | Ruan-sur-Egvonne                   |
| 41197 | 41170 | Saint-Agil                         |
| 41198 | 41110 | Saint-Aignan                       |
| 41199 | 41310 | Saint-Amand-Longpré                |
| 41201 | 41800 | Saint-Arnoult                      |
| 41202 | 41170 | Saint-Avit                         |
| 41203 | 41330 | Saint-Bohaire                      |
| 41204 | 41350 | Saint-Claude-de-Diray              |
| 41205 | 41190 | Saint-Cyr-du-Gault                 |
| 41206 | 41000 | Saint-Denis-sur-Loire              |
| 41207 | 41500 | Saint-Dyé-sur-Loire                |
| 41200 | 41100 | Sainte-Anne                        |
| 41210 | 41290 | Sainte-Gemmes                      |
| 41208 | 41190 | Saint-Étienne-des-Guérets          |
| 41209 | 41100 | Saint-Firmin-des-Prés              |
| 41211 | 41400 | Saint-Georges-sur-Cher             |
| 41212 | 41350 | Saint-Gervais-la-Forêt             |
| 41213 | 41310 | Saint-Gourgon                      |
| 41214 | 41160 | Saint-Hilaire-la-Gravelle          |
| 41215 | 41800 | Saint-Jacques-des-Guérets          |
| 41216 | 41160 | Saint-Jean-Froidmentel             |
| 41217 | 41400 | Saint-Julien-de-Chédon             |
| 41218 | 41320 | Saint-Julien-sur-Cher              |
| 41219 | 41240 | Saint-Laurent-des-Bois             |
| 41220 | 41220 | Saint-Laurent-Nouan                |
| 41221 | 41370 | Saint-Léonard-en-Beauce            |
| 41222 | 41320 | Saint-Loup                         |
| 41223 | 41190 | Saint-Lubin-en-Vergonnois          |
| 41224 | 41170 | Saint-Marc-du-Cor                  |
| 41225 | 41800 | Saint-Martin-des-Bois              |
| 41226 | 41100 | Saint-Ouen                         |
| 41228 | 41800 | Saint-Rimay                        |
| 41229 | 41140 | Saint-Romain-sur-Cher              |
| 41230 | 41000 | Saint-Sulpice-de-Pommeray          |
| 41231 | 41210 | Saint-Viâtre                       |
| 41232 | 41300 | Salbris                            |
| 41233 | 41120 | Sambin                             |
| 41234 | 41190 | Santenay                           |
| 41235 | 41170 | Sargé-sur-Braye                    |
| 41236 | 41310 | Sasnières                          |
| 41237 | 41700 | Sassay                             |
| 41238 | 41360 | Savigny-sur-Braye                  |
| 41239 | 41110 | Seigy                              |
| 41240 | 41150 | Seillac                            |
| 41241 | 41300 | Selles-Saint-Denis                 |
| 41242 | 41130 | Selles-sur-Cher                    |
| 41243 | 41100 | Selommes                           |
| 41244 | 41160 | Semerville                         |
| 41245 | 41500 | Séris                              |
| 41246 | 41120 | Seur                               |
| 41247 | 41230 | Soings-en-Sologne                  |
| 41248 | 41170 | Souday                             |
| 41249 | 41300 | Souesmes                           |
| 41250 | 41800 | Sougé                              |
| 41251 | 41600 | Souvigny-en-Sologne                |
| 41252 | 41500 | Suèvres                            |
| 41253 | 41370 | Talcy                              |
| 41254 | 41170 | Le Temple                          |
| 41255 | 41800 | Ternay                             |
| 41256 | 41300 | Theillay                           |
| 41257 | 41400 | Thenay                             |
| 41258 | 41140 | Thésée                             |
| 41259 | 41100 | Thoré-la-Rochette                  |
| 41260 | 41220 | Thoury                             |
| 41261 | 41190 | Tourailles                         |
| 41262 | 41250 | Tour-en-Sologne                    |
| 41263 | 41800 | Tréhet                             |
| 41264 | 41240 | Tripleville                        |
| 41265 | 41800 | Troo                               |
| 41266 | 41120 | Valaire                            |
| 41267 | 41400 | Vallières-les-Grandes              |
| 41268 | 41230 | Veilleins                          |
| 41269 | 41100 | Vendôme                            |
| 41270 | 41240 | Verdes                             |
| 41271 | 41230 | Vernou-en-Sologne                  |
| 41272 | 41150 | Veuves                             |
| 41273 | 41290 | Vievy-le-Rayé                      |
| 41274 | 41800 | Villavard                          |
| 41275 | 41160 | La Ville-aux-Clercs                |
| 41276 | 41000 | Villebarou                         |
| 41277 | 41270 | Villebout                          |
| 41278 | 41310 | Villechauve                        |
| 41279 | 41800 | Villedieu-le-Château               |
| 41280 | 41200 | Villefranche-sur-Cher              |
| 41281 | 41330 | Villefrancœur                      |
| 41282 | 41200 | Villeherviers                      |
| 41283 | 41100 | Villemardy                         |
| 41284 | 41290 | Villeneuve-Frouville               |
| 41285 | 41220 | Villeny                            |
| 41286 | 41310 | Villeporcher                       |
| 41287 | 41100 | Villerable                         |
| 41288 | 41000 | Villerbon                          |
| 41289 | 41240 | Villermain                         |
| 41290 | 41100 | Villeromain                        |
| 41291 | 41100 | Villetrun                          |
| 41292 | 41500 | Villexanton                        |
| 41293 | 41100 | Villiersfaux                       |
| 41294 | 41100 | Villiers-sur-Loir                  |
| 41295 | 41350 | Vineuil                            |
| 41296 | 41600 | Vouzon                             |
| 41297 | 41600 | Yvoy-le-Marron                     |